# Sirous Dinmohammadi
Sirous Dinmohammadi (persan : سیروس دین‌محمدی) (né le 2 juillet 1970 à Tabriz en Iran) est un footballeur international iranien, qui évoluait au poste de milieu de terrain.

## Biographie

### Carrière en sélection
Avec l'équipe d'Iran, il joue 39 matchs (pour 6 buts inscrits) entre 1993 et 2001. 
Il figure dans le groupe des sélectionnés lors de la coupe du monde de 1998. Lors du mondial, il joue un match contre l'équipe d'Allemagne.
Il participe également à la Coupe d'Asie des nations de 1996, où son équipe se classe troisième.

## Palmarès
Il est champion d'Iran en 2001  et vainqueur de la Coupe d'Iran en 2002 avec l'Esteghlal Téhéran.